# Lancer du poids masculin aux Jeux olympiques d'été de 2016
Pour un article plus général, voir Athlétisme aux Jeux olympiques d'été de 2016.
Navigation
Londres 2012 Tokyo 2020
L'épreuve du lancer du poids masculin aux Jeux olympiques de 2016 se déroule le 18 août 2016 au Stade olympique de Rio de Janeiro, au Brésil. Elle est remportée par l'Américain Ryan Crouser qui établit un nouveau record olympique avec la marque de 22,52 m.

## Résultats

### Finale
| Rang               | Athlète           | Pays                | Essais | Essais | Essais | Essais | Essais | Essais | Marque | Notes |
| Rang               | Athlète           | Pays                | 1      | 2      | 3      | 4      | 5      | 6      | Marque | Notes |
| ------------------ | ----------------- | ------------------- | ------ | ------ | ------ | ------ | ------ | ------ | ------ | ----- |
| Médaille d'or      | Ryan Crouser      | États-Unis          | 21.15  | 22.22  | 22.26  | 21.93  | 22.52  | 21.74  | 22.52  | OR    |
| Médaille d'argent  | Joe Kovacs        | États-Unis          | 21.78  | x      | 21.52  | x      | x      | 21.35  | 21.78  |       |
| Médaille de bronze | Tomas Walsh       | Nouvelle-Zélande    | 20.54  | 21.20  | x      | 20.75  | 21.36  | 21.25  | 21.36  |       |
| 4                  | Franck Elemba     | République du Congo | 21.20  | 21.00  | 20.69  | 20.76  | 20.11  | x      | 21.20  | NR    |
| 5                  | Darlan Romani     | Brésil              | 21.02  | 20.60  | 20.26  | x      | 20.61  | x      | 21.02  | NR    |
| 6                  | Tomasz Majewski   | Pologne             | x      | x      | 20.72  | x      | x      | 20.52  | 20.72  |       |
| 7                  | David Storl       | Allemagne           | x      | 20.48  | 20.64  | x      | 20.46  | 20.60  | 20.64  |       |
| 8                  | O'Dayne Richards  | Jamaïque            | x      | 20.64  | 20.34  | x      | x      | x      | 20.64  |       |
| 9                  | Jacko Gill        | Nouvelle-Zélande    | 20.15  | 20.50  | 20.26  |        |        |        | 20.50  |       |
| 10                 | Damien Birkinhead | Australie           | 20.45  | x      | 20.02  |        |        |        | 20.45  |       |
| 11                 | Stipe Žunić       | Croatie             | 19.95  | 20.04  | 19.92  |        |        |        | 20.04  |       |
| –                  | Konrad Bukowiecki | Pologne             | x      | x      | x      |        |        |        | NM     |       |

### Qualifications
- Qualification : 20,65 m (Q) ou les 12 meilleurs lancers (q).

| Rang | Groupe | Athlète            | Pays                      | #1    | #2    | #3    | Marque | Notes |
| ---- | ------ | ------------------ | ------------------------- | ----- | ----- | ----- | ------ | ----- |
| 1    | B      | Ryan Crouser       | États-Unis                | 21.59 | –     | –     | 21.59  | Q     |
| 2    | B      | Tomas Walsh        | Nouvelle-Zélande          | 21.03 | –     | –     | 21.03  | Q     |
| 3    | B      | Darlan Romani      | Brésil                    | 20.94 | –     | –     | 20.94  | Q, NR |
| 4    | A      | Jacko Gill         | Nouvelle-Zélande          | 20.19 | 19.80 | 20.80 | 20.80  | Q     |
| 5    | A      | Joe Kovacs         | États-Unis                | 19.59 | 20.73 | –     | 20.73  | Q     |
| 6    | B      | Konrad Bukowiecki  | Pologne                   | x     | 20.71 | –     | 20.71  | Q     |
| 7    | A      | Tomasz Majewski    | Pologne                   | 19.87 | 20.56 | 20.15 | 20.56  | q     |
| 8    | A      | Stipe Žunić        | Croatie                   | 20.52 | 20.47 | 20.32 | 20.52  | q     |
| 9    | B      | Damien Birkinhead  | Australie                 | 20.32 | 20.41 | 20.50 | 20.50  | q     |
| 10   | B      | David Storl        | Allemagne                 | 20.47 | x     | 20.3  | 20.47  | q     |
| 11   | A      | Franck Elemba      | République du Congo       | 19.94 | 19.94 | 20.45 | 20.45  | q     |
| 12   | B      | O'Dayne Richards   | Jamaïque                  | 19.38 | 20.40 | x     | 20.40  | q     |
| 13   | A      | Andrei Gag         | Roumanie                  | x     | x     | 20.40 | 20.40  |       |
| 14   | A      | Borja Vivas        | Espagne                   | 19.62 | 20.25 | 20.21 | 20.25  |       |
| 15   | B      | Asmir Kolasinac    | Serbie                    | 19.86 | x     | 20.16 | 20.16  |       |
| 16   | A      | Tim Nedow          | Canada                    | x     | 20.00 | 19.72 | 20.00  |       |
| 17   | B      | Carlos Tobalina    | Espagne                   | 19.98 | 19.81 | x     | 19.98  |       |
| 18   | B      | Michal Haratyk     | Pologne                   | 19.36 | x     | 19.97 | 19.97  |       |
| 19   | A      | German Lauro       | Argentine                 | 19.89 | 19.56 | 19.61 | 19.89  |       |
| 20   | A      | Tomas Stanek       | République tchèque        | 19.76 | x     | 19.64 | 19.76  |       |
| 21   | B      | Filip Mihaljevic   | Croatie                   | 19.18 | 19.69 | 19.52 | 19.69  |       |
| 22   | A      | Tobias Dahm        | Allemagne                 | 19.62 | 19.59 | 19.34 | 19.62  |       |
| 23   | A      | Darrell Hill       | États-Unis                | 18.99 | 19.56 | 19.5  | 19.56  |       |
| 24   | B      | Mesud Pezer        | Bosnie-Herzégovine        | 19.06 | 19.29 | 19.55 | 19.55  |       |
| 25   | B      | Georgi Ivanov      | Bulgarie                  | 19.08 | 19.49 | x     | 19.49  |       |
| 26   | A      | Hamza Alić         | Bosnie-Herzégovine        | 19.48 | x     | x     | 19.48  |       |
| 27   | A      | Nicholas Scarvelis | Grèce                     | 19.07 | x     | 19.37 | 19.37  |       |
| 28   | A      | Stephen Mozia      | Nigeria                   | x     | x     | 18.98 | 18.98  |       |
| 29   | B      | Tsanko Arnaudov    | Portugal                  | x     | 18.88 | x     | 18.88  |       |
| 30   | A      | Kemal Mešić        | Bosnie-Herzégovine        | 18.84 | x     | 18.78 | 18.78  |       |
| 31   | B      | Benik Abrahamyan   | Géorgie                   | 18.08 | 18.72 | 18.35 | 18.72  |       |
| 32   | B      | Ivan Emilianov     | Moldavie                  | x     | x     | 17.83 | 17.83  |       |
| 33   | A      | Ivan Ivanov        | Kazakhstan                | x     | 17.38 | x     | 17.38  |       |
| 34   | B      | Eldred Henry       | Îles Vierges britanniques | 17.07 | x     | 17.07 | 17.07  |       |

## Légende
Records et Performances
- AR : Record continental (area record)
- CR : Record des championnats (championship record)
- MR : Record du meeting (meet record)
- NR : Record national (national record)
- OR : Record olympique (olympic record)
- PR : Record paralympique (paralympic record)
- PB : Record personnel (personal best)
- SB : Meilleure performance personnelle de la saison (season's best)
- WL : Meilleure performance mondiale de l'année (world leader)
- WJR : Record du monde junior (world junior record)
- WR : Record du monde (world record)

Circonstances et Conditions
- DNF : N'a pas terminé (did not finish)
- DNS : N'a pas pris le départ (did not start)
- DQ : Disqualification (disqualification)
- NM : Aucun essai valable enregistré (No Mark)
- Q : Qualifié « directement » au prochain tour (ou à la prochaine compétition), lors d'une compétition majeure, grâce au classement ou à la réalisation des minima (automatic qualifier)
- q : Qualifié au prochain tour (ou à la prochaine compétition), lors d'une compétition majeure, grâce au repêchage ou à la réalisation de l'une des meilleures performances parmi celles des « non qualifiés directement » (grâce au meilleur temps ou à la meilleure distance par exemple) (secondary qualifier)